# La Rousse/Saint-Roman
Saint Roman (o, per intero, La Rousse / Saint Roman) è un piccolo quartiere del Comune di Monaco, situato nella parte più settentrionale. Anticamente era compreso nel quartiere tradizionale di Monte-Carlo. Confina a sud con il quartiere monegasco di Larvotto, a sud-ovest con il quartiere centrale Monte-Carlo e a nord con la Francia, costituendo un unico agglomerato urbano con il comune francese di Beausoleil.
Dal 2009 il quartiere è stato interessato dal cantiere della Tour Odéon (inaugurato nel 2014), ovvero quello che è diventato il grattacielo più alto del principato.
Dal 2018 è sede di un posto di polizia in prossimità della frontiera con la Francia.